# 저널리즘 토크쇼 J의 에피소드 목록 (2020년)
이 문서는 KBS 1TV의 기자들의 취재와 전문가 패널의 신랄한 토크를 통해 사회 부조리와 그 안에 깔려있는 대한민국 저널리즘의 문제를 조목조목 파헤치는 비평 프로그램으로 방송된 《저널리즘 토크쇼 J》의 2020년 에피소드 목록을  나열한다.

## 방영 목록
| 회차          | 방송일    | 제목 (원제)                                           | 출연자 | 시청률(%)                         | 비고                       |
| ------------- | --------- | ----------------------------------------------------- | --- | --------------------------------- | -------------------------- |
| 74회          | 1월 5일   | [신년특집 1부] J를 말한다                             | | 3.1%                              | [신년특집] J 2부작         |
| 75회          | 1월 12일  | [신년특집 2부] J는 계속된다                           | | 3.0%                              | 정세진 아나운서 마지막 MC  |
| 결방          | 1월 19일  |                                                       | |                                   |                            |
| 결방          | 1월 26일  | 2020 설특집 관련 방영 관계로 결방                     | 2020 설특집 관련 방영 관계로 결방 | 2020 설특집 관련 방영 관계로 결방 |                            |
| 결방          | 2월 2일   |                                                       | |                                   |                            |
| 76회          | 2월 9일   | 감염된 진실..."공포, 혐오, 분열" 보도                 | | 3.0%                              | 이상호 아나운서 첫 MC      |
| 77회          | 2월 16일  | 청년을 소비하는 언론 유튜브 악마화하는 언론의 장삿속  | | 2.3%                              |                            |
| 78회          | 2월 23일  | "존재를 부정합니다" 언론이 퇴출한 22살 여대생         | | 1.6%                              |                            |
| 79회          | 3월 1일   | 코로나19, 언론은 어디를 보고있나                      | | 4.0%                              |                            |
| 80회          | 3월 8일   | 100주년 맞이한 조선·동아, 그들이 지운 흑역사를 찾아서 | | 3.9%                              |                            |
| 81회          | 3월 15일  | 감염병을 대하는 언론의 기억상실 화법                  | | 3.5%                              |                            |
| 82회          | 3월 22일  | 코로나 사대주의, 언론이 한국 '후진국' 만드는 법       | | 3.7%                              |                            |
| 83회          | 3월 29일  | 언론은 어떻게 정치판의 선수가 되었나                  | | 3.7%                              |                            |
| 84회          | 4월 5일   | 알권리 vs 장삿속… 조주빈 자서전 쓰는 언론             | | 3.8%                              |                            |
| 85회          | 4월 12일  | 선 넘은 협박 취재, 유착인가 일탈인가                  | | 3.2%                              |                            |
| 86회          | 4월 19일  | '교묘' 혹은 '뻔뻔'…총선 기술자들                      | | 4.7%                              |                            |
| 87회          | 4월 26일  | 패턴 들통난 언론, 위기의 경제보도                     | | 3.9%                              |                            |
| 88회          | 5월 3일   | 언론이 키운 ‘김정은 위중설’, 혼란은 누구의 몫인가     | | 4.2%                              |                            |
| 89회          | 5월 10일  | [언론개혁1] 언론, 진실은 어디에도 없었다              | | 3.6%                              | 언론개혁 2부작             |
| 90회          | 5월 17일  | [언론개혁2] 우리는 진실을 알 권리가 있다              | | 3.6%                              |                            |
| 91회          | 5월 24일  | 가짜 뉴스의 뿌리를 찾아서…전두환의 보도 기술          | | 3.3%                              |                            |
| 92회          | 5월 31일  | 위안부·정의·기억 그리고 진흙탕 언론                   | | 2.4%                              |                            |
| 93회          | 6월 7일   | 한명숙부터 채널A까지 검찰발 뉴스 영점조준 맞추기      | | 3.7%                              |                            |
| 94회          | 6월 14일  | 삼성의 눈으로 세상을 봅니다 (Feat. 언론)              | | 3.0%                              |                            |
| 95회          | 6월 21일  | 불투명한 언론의 시민단체 투명성 보도                  | | 2.9%                              |                            |
| 96회          | 6월 28일  | 남북관계, 자극에만 끌리는 언론의 MSG 보도             | | 2.9%                              |                            |
| 97회          | 7월 5일   | 목적은 오직 ‘클릭’…당신을 낚은 포털 뉴스              | | 3.0%                              |                            |
| 98회          | 7월 12일  | 팩트체크라는 이름의 편견 '을의 전쟁' 팔아먹는 언론    | | 2.9%                              |                            |
| 99회          | 7월 19일  | 죽음의 상품화... "듯 보" 언론의 꼼수                  | | 3.5%                              |                            |
| 100회(특집)   | 7월 26일  | [100회 특집] 3인의 만남 "언론, 너의 빈자리"           | | 3.1%                              | 100회 특집으로 방영되었다. |
| 결방          | 8월 2일   |                                                       | |                                   |                            |
| 결방          | 8월 9일   |                                                       | |                                   |                            |
| 101회         | 8월 16일  | 삐뚤어진 조감도, 언론이 부동산으로 얻는 것            | | 2.5%                              |                            |
| 102회         | 8월 23일  | 비틀거나 모른척하거나 日 경제도발 1년, 언론의 현주소  | | 3.2%                              |                            |
| 103회         | 8월 30일  | 언론이 집착한 '전광훈' 가짜뉴스엔 균형이 없다         | | 4.1%                              |                            |
| 104회         | 9월 6일   | 의사 對 정부, 싸움 부추기고 중계하는 언론             | | 3.4%                              |                            |
| 105회         | 9월 13일  | "판갈이 합시다" 정치와 언론의 낡은 문법 해체하기      | | 2.5%                              |                            |
| 106회         | 9월 20일  | "추미애 아들 의혹" 어떻게 언론의 베스트셀러가 되었나  | | 3.6%                              |                            |
| 107회         | 9월 27일  | 삼성과 이재용 그리고 언론 (feat. 언론)                | | 3.1%                              |                            |
| 결방          | 10월 4일  |                                                       | |                                   |                            |
| 108회         | 10월 11일 | 공무원 피살 보도, 진영논리와 알 권리 사이             | | 3.0%                              |                            |
| 109회         | 10월 18일 | 당신은 은밀하고 치밀하게 낚였다 - 방송사 '뒷광고'     | | 3.3%                              |                            |
| 110회         | 10월 25일 | 받아쓰거나 외면하거나..국감 헛다리 짚은 언론          | | 2.4%                              |                            |
| 111회         | 11월 1일  | 윤석열 vs 추미애 언론의 편파 중계에 가려진 본질       | | 3.2%                              |                            |
| 112회         | 11월 8일  | 백신포비아 창조한 언론, 누굴 위한 공포인가            | | 2.8%                              |                            |
| 113회         | 11월 15일 | '징역 17년'에는 없는 것 MB는 언론에 무엇을 남겼나     | | 2.7%                              |                            |
| 114회         | 11월 22일 | 세상의 모든 나, 전태일에게                            | | 2.9%                              |                            |
| 115회         | 11월 29일 | 전파의 사유화, 공공재의 추락 대주주 리스크            | | 2.4%                              |                            |
| 116회         | 12월 6일  | 종부세 폭탄론                                         | 강유정(강남대 한영문화콘텐츠학과 교수) 최욱(팟캐스트 진행자) 임자운(변호사) 이봉수(세명대 저널리즘 스쿨 교수) 김남근 변호사 이대진(부산일보 기자) | 1.9%                              |                            |
| 117회(최종회) | 12월 13일 | J가 했어야 할, 그러나 하지 못한                       | | 2%                                |                            |